# Симери Маре (Катанцаро)
Симери Маре (итал. Simeri Mare) је насеље у Италији у округу Катанцаро, региону Калабрија.
Према процени из 2011. у насељу је живело 767 становника. Насеље се налази на надморској висини од 5 м.